# Andamlak Belihu
Andamlak Belihu (20 novembre 1998) è un maratoneta e mezzofondista etiope.

## Palmarès
| Anno | Manifestazione             | Sede   | Evento         | Risultato | Prestazione | Note |
| ---- | -------------------------- | ------ | -------------- | --------- | ----------- | ---- |
| 2017 | Mondiali                   | Londra | 10000 m piani  | 10º       | 27'08"94    |      |
| 2019 | Mondiali di cross          | Aarhus | Corsa seniores | 8º        | 32'29"      |      |
| 2019 | Mondiali di cross          | Aarhus | A squadre      | Bronzo    | 46 p.       |      |
| 2019 | Mondiali                   | Doha   | 10000 m piani  | 5º        | 26'56"71    |      |
| 2020 | Mondiali di mezza maratona | Gdynia | Individuale    | 5º        | 59'32"      |      |
| 2020 | Mondiali di mezza maratona | Gdynia | A squadre      | Argento   | 2h58'25"    |      |

## Campionati nazionali
2017
- Oro ai campionati etiopi, 10000 m piani - 28'32"4

2018
- Argento ai campionati etiopi, 10000 m piani - 28'29"7

2019
- Argento ai campionati etiopi, 10000 m piani - 28'25"7

## Altre competizioni internazionali[1]
2017
- Argento alla Mezza maratona di Delhi ( Nuova Delhi) - 59'51"

2018
- Oro alla Mezza maratona di Delhi ( Nuova Delhi) - 59'18"
- Bronzo alla Mezza maratona di Valencia ( Valencia) - 59'19"
- 4º alla Mezza maratona di Yangzhou ( Yangzhou) - 1h01'44"

2019
- Oro alla Mezza maratona di Delhi ( Nuova Delhi) - 59'10"
- Oro alla World 10K Bangalore ( Bangalore) - 27'56"

2020
- Argento alla Mezza maratona di Delhi ( Nuova Delhi) - 58'54"

2021
- 23º alla Maratona di Valencia ( Valencia) - 2h09'43"

2022
- 4º alla Maratona di Berlino ( Berlino) - 2h06'40"
- 12º alla World 10K Bangalore ( Bangalore) - 29'22"

2023
- 7º alla Mezza maratona di Ras al-Khaima ( Ras al-Khaima) - 1h00'01"